# سیارک ۴۹۴۴
سیارک ۴۹۴۴ (به انگلیسی: 4944 Kozlovskij، نامگذاری:1987RP3) چهار هزار و نهصد و چهل و چهارمین سیارک کشف شده‌است که در ۲ سپتامبر ۱۹۸۷ کشف شد.
قدر مطلق سیارک برابر ۱۲٫۸۰ است.